# Santa Rosa de Cabal
Santa Rosa de Cabal és un municipi del Departament de Risaralda, del centre oest de Colòmbia, en els vessants occidentals de la Serralada Central Andina. És coneguda com la Ciutat de les Araucarias i té una superfície de 564 km² i se situa en la regió andina colombiana, específicament la regió cafetera. Té un clima temperat de muntanya, amb una temperatura mitjana de 19 °C.
És un centre comercial i manufacturer per al fèrtil camp agrícola i ramader. Els cucs de seda es crien en els voltants. Hi ha mines de plata, or i mercuri a prop.
A prop hi ha una instal·lació termal anomenada "Termales de Santa Rosa".

## Història
Santa Rosa de Cabal va tenir paper rellevant en el desenvolupament de la colonització d'Antioquia que va incloure la vall del riu Risaralda i la fundació de gran part dels pobles del nord de la Vall del Cauca, com el Cairo, Ansermanuevo, Versalles, L'Àliga, etc., i va influir en el repoblament de Cartago.
Santa Rosa, des de la seva fundació el 13 d'octubre de l'any de 1844 pel colon Fermín López i els seus amics, al llarg dels anys ha estat bressol de personatges que s'han destacat en les lletres, l'educació i el desenvolupament socioeconòmic. Destaquen entre altres Lorencita Villegas, esposa de l'expresident de Colòmbia Eduardo Santos; Emilio Buitrago, Jesús Osorio i José Saturnino López Cardona (1918-1974), que va crear cadenes de comerç des de Santa Rosa fins al sud de Quindío, Buga i Popayán i també va propiciar extensions d'establiments comercials en nous sectors del municipi, impulsant el comerç sobre la via que comunica amb Manizales, sectors de Tarapacá i La Maria.
Casos com aquest van ser comuns amb altres habitants de Santa Rosa de Cabal, que entre les dècades de 1920 i 1950 van donar alè a la colonització antioqueña, poblant el sector mitjà i alt de la vall del Cauca, en els municipis de Versalles, Restrepo, Caicedonia, Sevilla, Toro, Calitja, Pijao i Buenavista al sud del Quindío.
En temps recents s'ha destacat el poeta Benjamín Duque Hainaut per llibres com: Por los Caminos del Recuerdo. L'escriptor i políglota José Rodrigo Álvarez Lenis amb obres de diversos gèneres, com Prometheos, assaig en què sospesa ciència, filosofia i teologia. Pintors com Carlos Alberto Velásquez, Jair Loiza i el muralista Leonel Ortiz. Escriptors reconeguts de la nostra ciutat són: Amílcar Osorio, conegut com Amílkar O., cofundador de l'única avantguarda colombiana: El Nadaísmo, al costat de Gonzalo Arango;
I ja en temps més recents destaquen els poetes Alejandro Velásquez León, autor de «Riba» i Albeiro Montoya Guiral, autor de «Una vida en una noche», de «Celebraciones» i fundador de la Revista Literariedad.
En esports també la vila cabalenca ha rebut ressò mundial pel ciclista Álvaro Mejía que va aconseguir el tercer lloc en el Tour de França de 1993 i un quart en el Campionats del món de ciclisme en ruta de 1991.

## Geografia
El municipi està prop del Nevado de Santa Isabel que té una altura de 4.950 metres sobre el nivell de la mar i que és el límit natural entre els departaments de Risaralda i Tolima.
Està localitzada al nord-est del Departament de Risaralda en les coordenades 4 graus 52 minuts latitud nord i 75 graus 37 minuts de longitud oest. La seva capçalera municipal es troba a 1. 840 metres sobre el nivell de la mar i a una distància de 15 km de Pereira. Un altre lloc destacat dins del territori de la ciutat, és la Llacuna de l'Otún i el seu conseqüent riu que amb uns altres formen sistema hidrogràfic. És un lloc usat per a l'ecoturisme per les finca-hotels i la vida tradicional de la hisenda paisa.

### Límits
- Al nord amb Palestina, Chinchiná, Manizales i Villamaría,
- Al sud amb els municipis de Pereira i Dosquebradas;
- Per l'orient amb el parc nacional natural dels Nevats i Santa Isabel (Tolima);
- Per l'occident amb els municipis de Pereira, Marsella i Dosquebradas.

### Hidrografia
La reguen els rius Camp Alegre, Otún, Sant Eugenio, San José, San Juan, Campo Alegrito, Barbo i San Ramón, a més de nombrosos corrents menors.

## Divisió político-administrativa
Santa Rosa de Cabal està composta per les següents cinc comunes: La Bella, Sur, Centro Sur, Centro Norte i Norte. Al seu torn ho componen cinc corregiments: El Espanyol, Santa Bárbara, El Manzanillo, Cedralito - Las Manigas i La Capilla.

## Economia
Santa Rosa de Cabal pertany a la regió anomenada eix cafeter i la seva economia gira al voltant del cafè; encara que en els últims anys ha augmentat l'activitat turística, ja que posseeix atractius com dos balnearis d'aigües termals i llac de fang medicinal amb propietats terapèutiques per a la pell.
El municipi conserva l'estil arquitectònic dels pobles cafeters de mitjan segle XX amb les seves cases de balcons florits característics de la colonització d'Antioquia, la seva església central, Basílica Menor i el Parc de les Araucarias.
També tenen renom els xoriços de Santa Rosa. És de ressaltar que fabricants municipals van aconseguir un rècord Guinness del xoriço més llarg del món amb 1.917 metres.

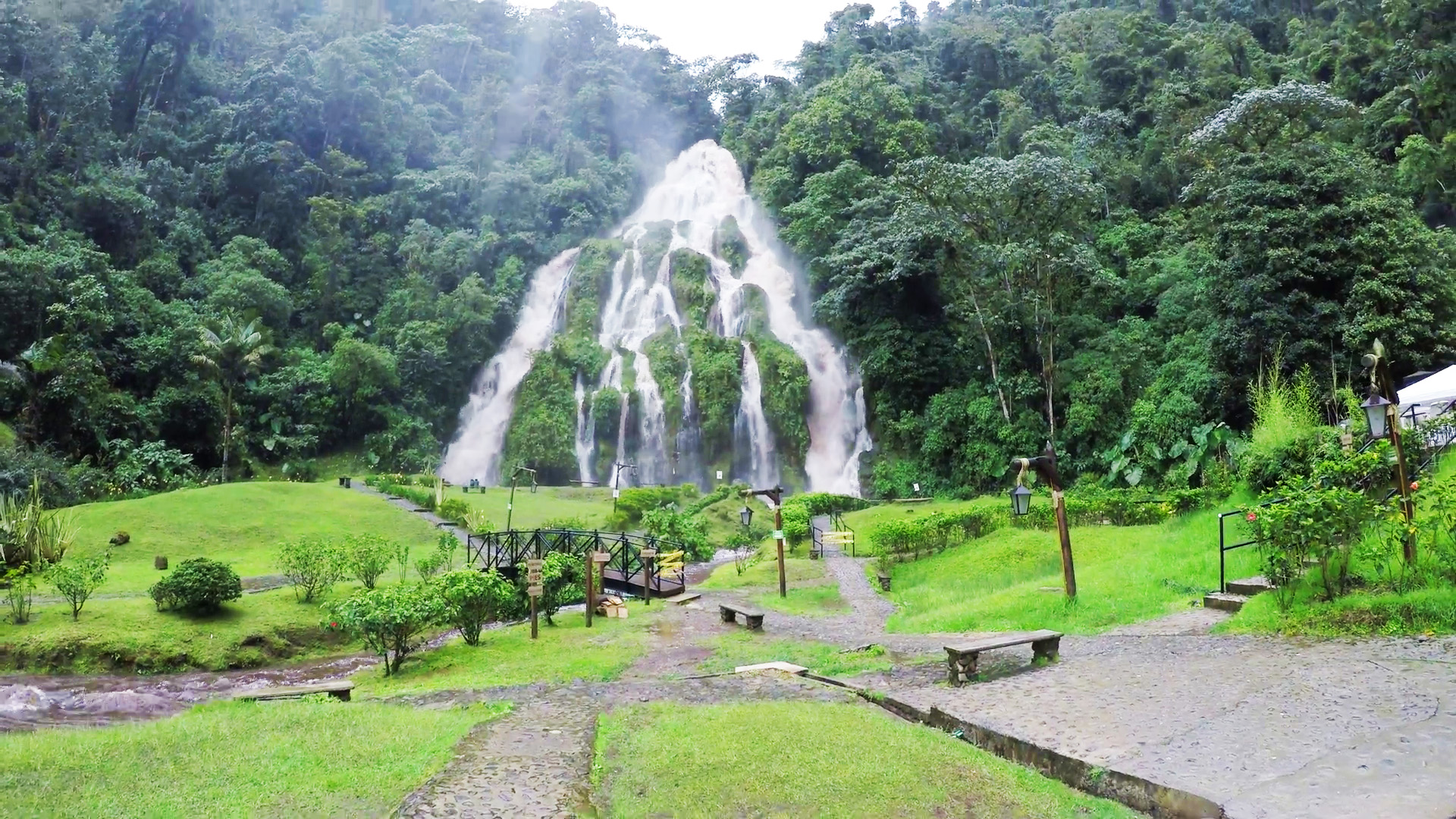
Termals de Santa Rosa de Cabal

Santa Rosa de Cabal és molt reconeguda en el sector turístic de la regió per comptar amb recursos naturals i culturals, com ho són les aigües termals situades a 11 km de l'àrea urbana. Aquest municipi ha obtingut el Certificat de Qualitat Turística al febrer del 2013 emès pel ICONTEC.

### Atractius turístics
- Parc del Machete (Lloc dels matxets més grans del món)
- Parc Recreacional de los Valores Sociedad de Mejoras Públicas
- Parc Gonzalo Echeverry
- Parc de las Araucarias (Plaza de Bolívar)
- Antiga Estació del Ferrocarril
- Termales Santa Rosa de Cabal
- Ecotermals de San Vicente
- Parc Regional Natural La Marcada
- Basílica Menor Nuestra Señora de Las Victorias
- Santuari de La Medalla Milagrosa
- Casa de Los Fundadores
- Cascada Chorros de Don Lolo
- El Cerro de Las Tres Cruces

## Festivitats

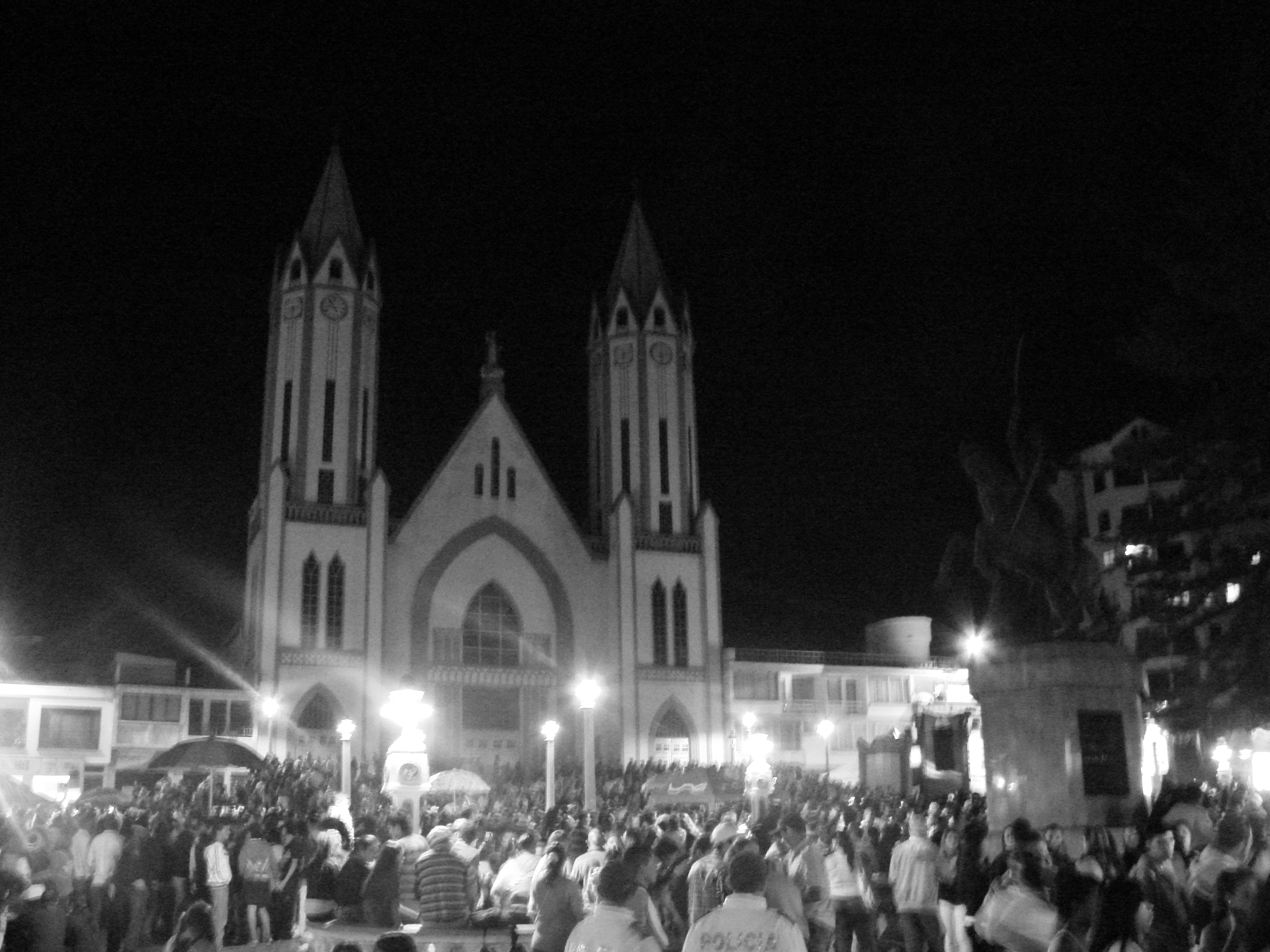
Aglomeració en el parc de les Araucarias enfront de Basílica

Les festes commemoratives de la seva fundació se celebraven la segona setmana d'octubre i són conegudes com: "FESTES DE LES ARAUCARIAS".
Una altra festivitat és el "Concurs Nacional de Nadales" el qual va ser creat mitjançant Ordenança Departamental i es realitza el mes de desembre.